# Afromochtherus mkomazi
Afromochtherus mkomazi är en tvåvingeart som beskrevs av Jason Gilbert Hayden Londt 2002. Afromochtherus mkomazi ingår i släktet Afromochtherus och familjen rovflugor.
Artens utbredningsområde är Tanzania. Inga underarter finns listade i Catalogue of Life.